# Chișirid
Chișirid – wieś w Rumunii, w okręgu Bihor, w gminie Nojorid. W 2011 roku liczyła 228 mieszkańców.